# Ålbæk
Ålbæk (também pode ser: Aalbæk) é uma pequena cidade costeira dinamarquesa na ilha de Vendsyssel-Thy, na região da  Jutlândia do Norte. Pertence ao município de Frederikshavn.
Em 2014 tinha 1.519 habitantes. Nela foi edificada uma igreja em 1897.

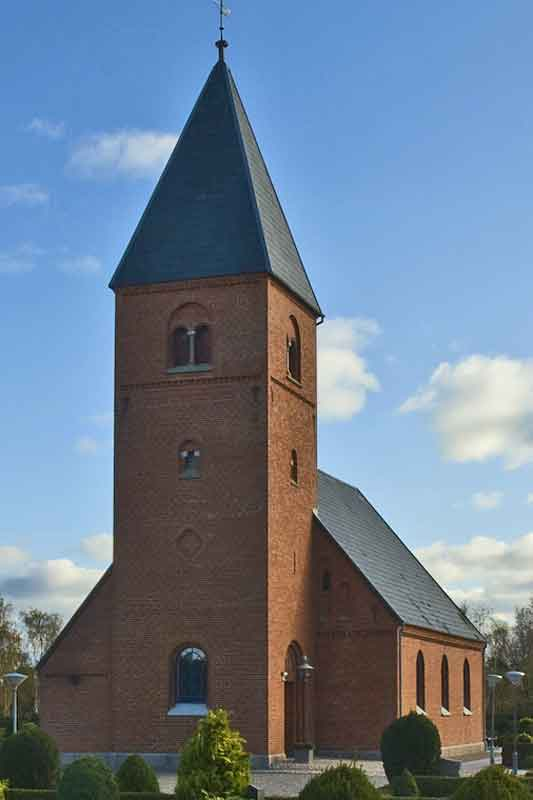
Igreja de Ålbæk

 A cidade é banhada pela baía homónima.

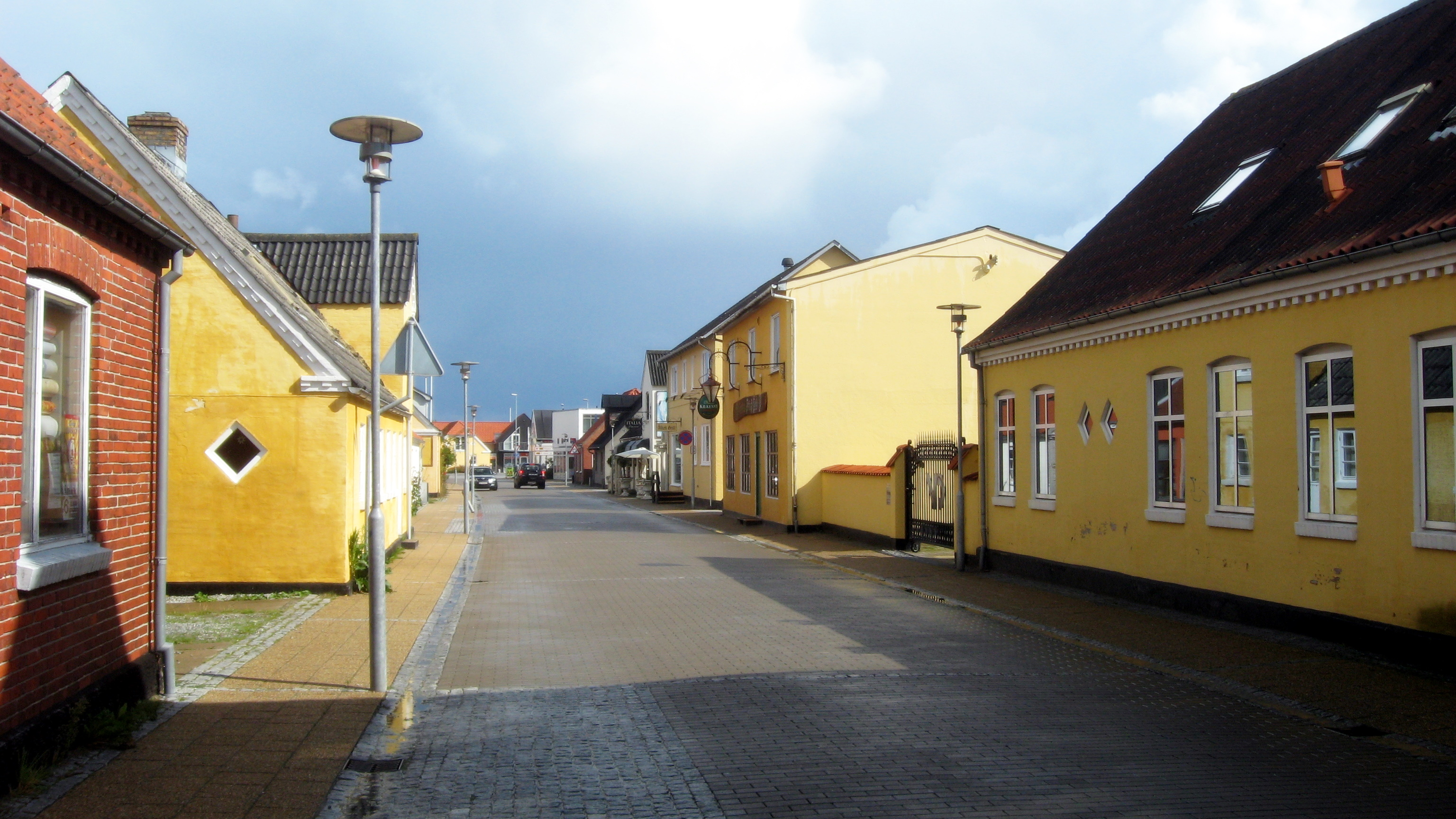
Aalbæk em 2009 (Ver mais fotografias de Aalbæk)

## Fotografias de satélite
http://www.maplandia.com/denmark/nordjylland/skagen/albaek/ Fotografia de satélite de Ålbæk]

## Imagens da igreja de Ålbæk

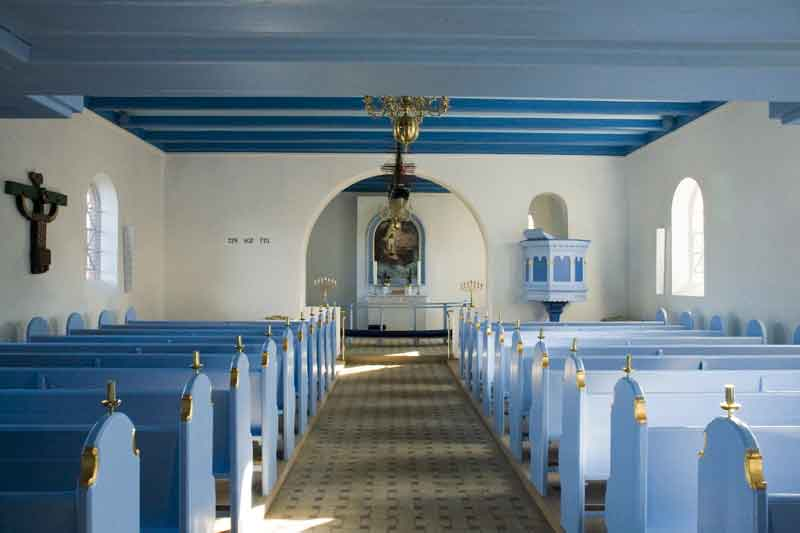
Interior da igreja
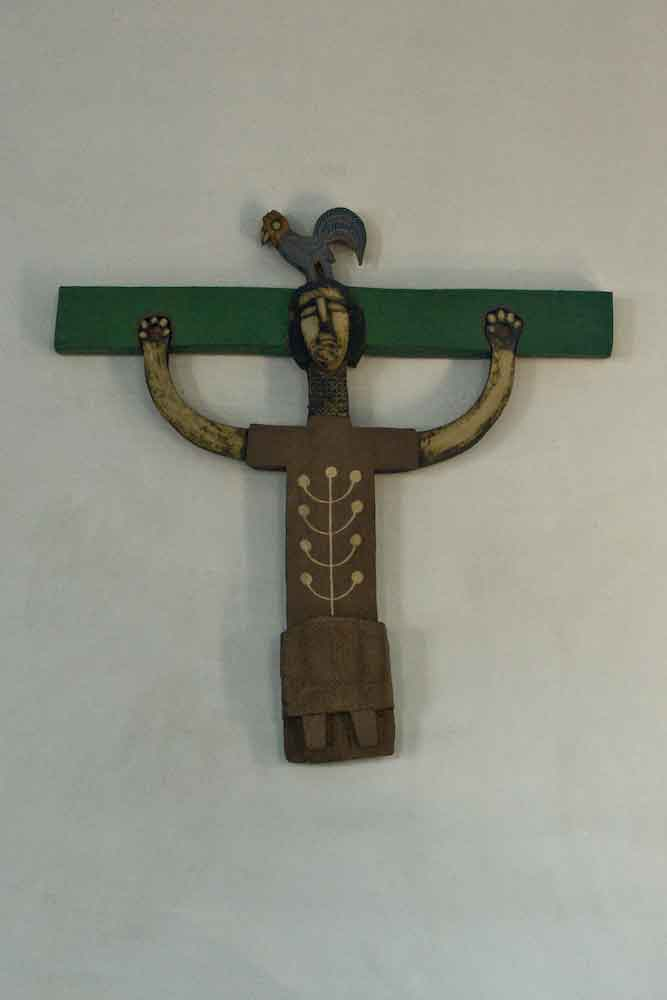
Crucifixo
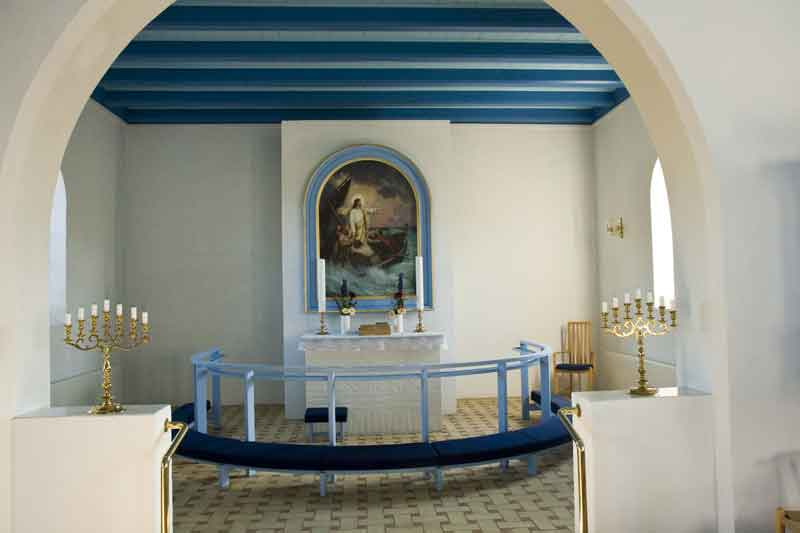
Altar
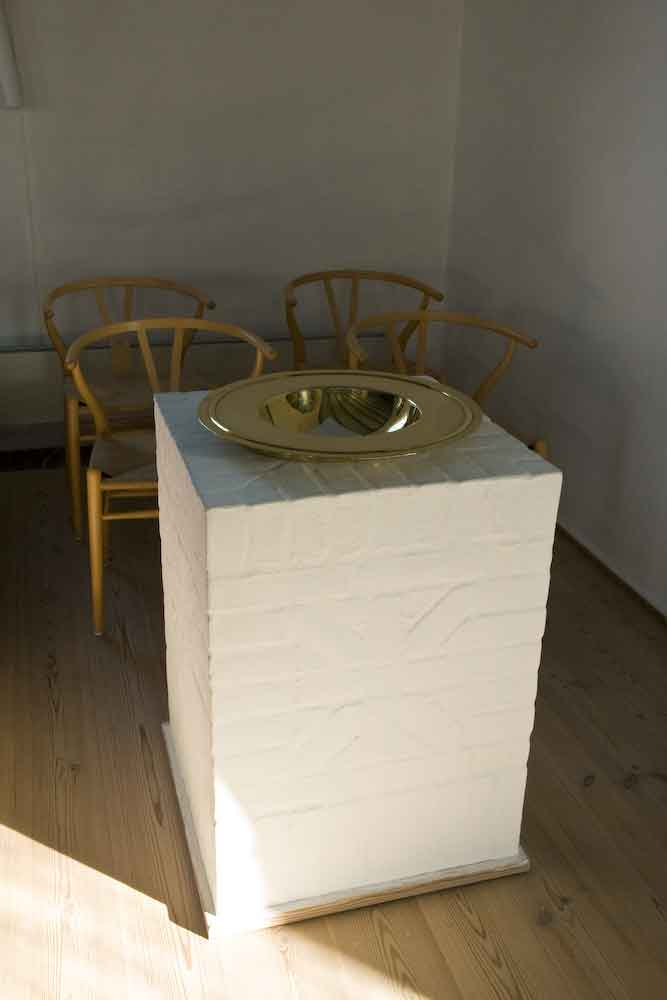
Murete dom Pia batismal
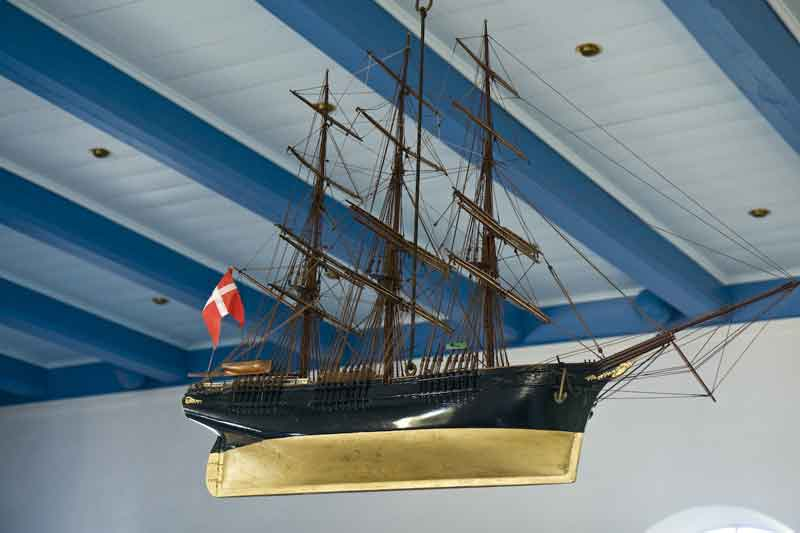
Navio com uma bandeira dinamarquesa